# Сарыбастау (Райымбекский район)
Сарыбастау (каз. Сарыбастау) — село в Райымбекском районе Алматинской области Казахстана. Административный центр Узак батырского сельского округа. Находится вблизи границы с Китаем, примерно в 83 км к востоку от села Кеген, административного центра района, на высоте 2017 метров над уровнем моря. Код КАТО — 195857100.

## Население
В 1999 году население села составляло 3302 человек (1683 мужчины и 1619 женщин). По данным переписи 2009 года, в селе проживало 3129 человек (1634 мужчины и 1495 женщин).